# Dino Meneghin
Dino Meneghin (Alano di Piave, 18 gennaio 1950) è un ex cestista e dirigente sportivo italiano.
Alto 2,05 m, giocava nel ruolo di centro. Ha inoltre ricoperto la carica di presidente della Federazione Italiana Pallacanestro dal 2008 al 2013.

## Biografia

### Carriera cestistica

#### Club
Approda alla pallacanestro nel 1966 grazie a Nico Messina, responsabile del settore giovanile della Ignis Varese e poi negli anni a venire allenatore della prima squadra. La sua carriera nella Serie A1 italiana, iniziata all'età di sedici anni e terminata a quarantaquattro, è un esempio di longevità agonistica, che lo ha portato addirittura a giocare contro suo figlio Andrea in una partita ufficiale di campionato.
Nel campionato italiano ha giocato per Pallacanestro Varese (1966-1981), Olimpia Milano (1981-1990, 1993-1994) e Pallacanestro Trieste (1990-1993), totalizzando 836 partite e segnando 8.580 punti. Ha partecipato a 13 finali di Coppa dei Campioni, vincendone 7. A queste vanno aggiunte 2 Coppe delle Coppe, 1 Coppa Korać e 4 Coppe Intercontinentali. A livello nazionale ha vinto 12 scudetti e 6 Coppe Italia.

#### Nazionale
Con la nazionale italiana ha partecipato a 4 Olimpiadi (medaglia d'argento a Mosca 1980) ed ha vinto una medaglia d'oro e due di bronzo ai campionati europei. Con la maglia della nazionale italiana è sceso in campo 272 volte (secondo in classifica di presenze dietro a Pierluigi Marzorati che arrivò a 277) e ha realizzato 2 845 punti (secondo in classifica dopo Antonello Riva che ne ha realizzati 3 775).

### Dopo il ritiro
Padre di Andrea, anche lui giocatore di pallacanestro, vive a Milano. Appese le scarpe al chiodo, Dino si è diviso tra l'Olimpia e la nazionale, sempre come team manager. Dal 2004 collabora anche con SKY Sport nella redazione basket, seppur con un ruolo marginale.
Il 30 settembre 2008 è stato nominato dalla Giunta Nazionale del CONI commissario straordinario della Federazione Italiana Pallacanestro in seguito alle dimissioni di Fausto Maifredi da presidente.
Successivamente ha accettato di candidarsi alla presidenza della FIP e il 7 febbraio 2009 è stato eletto Presidente della Federazione Italiana Pallacanestro con 4 375 voti. Ha ricoperto l'incarico fino al gennaio 2013. Il 17 dicembre 2016 è stato nominato da Gianni Petrucci presidente onorario della FIP.

## Riconoscimenti
Nel 1991 la rivista Giganti del Basket lo ha eletto più grande giocatore europeo di tutti i tempi. Il 5 settembre 2003 è diventato il primo giocatore italiano a entrare nel Naismith Memorial Basketball Hall of Fame, il maggiore riconoscimento alla carriera che un giocatore di pallacanestro possa ricevere. In assoluto, è il secondo italiano inserito nella Hall of Fame (il primo, nel 1994, fu Cesare Rubini, il quale, pur avendo un passato da giocatore, ottenne il riconoscimento in qualità di allenatore).
Meneghin fa anche parte della FIBA Hall of Fame e dell'Italia Basket Hall of Fame. È stato inoltre il primo italiano ad essere scelto dalla NBA: nel 1970 fu chiamato all'11º giro (182º assoluto) dagli Atlanta Hawks, ma non giocò mai nel campionato professionistico statunitense.
Nel 2008 Dino Meneghin ha ricevuto in premio dal Comune di Alano di Piave le chiavi della città, con la motivazione di aver fatto grande Alano nel mondo con la sua abilità. Nel maggio 2015, una targa a lui dedicata fu inserita nella Walk of Fame dello sport italiano a Roma, riservata agli ex-atleti italiani che si sono distinti in campo internazionale.
Il 30 gennaio 2018 è stato insignito della cittadinanza onoraria di Varese.
Il 19 novembre 2019 l'Olimpia Milano ritira la maglia numero 11 durante una partita in casa di Eurolega giocata al Forum.

## Palmarès

### Club

#### Competizioni nazionali
- Campionato italiano: 12 (record)

Pall. Varese: 1968-69, 1969-70, 1970-71, 1972-73, 1973-74, 1976-77, 1977-78
Olimpia Milano: 1981-82, 1984-85, 1985-86, 1986-87, 1988-89
- Coppa Italia: 6 (record condiviso con Riccardo Pittis)

Pall. Varese: 1968-69, 1969-70, 1970-71, 1973
Olimpia Milano: 1985-86, 1986-87

#### Competizioni internazionali
- Coppa dei Campioni: 7 (record)

Pall. Varese: 1969-70, 1971-72, 1972-73, 1974-75, 1975-76
Olimpia Milano: 1986-87, 1987-88
- Coppa delle Coppe: 2

Pall. Varese: 1966-67, 1979-80
- Coppa Korać: 1

Olimpia Milano: 1984-85
- Coppa Intercontinentale: 3

Pall. Varese: 1970, 1973
Olimpia Milano: 1987

### Nazionale
- Europei:

 Francia 1983
 Germania Ovest 1971, Jugoslavia 1975
- Olimpiadi

 Mosca 1980

## Galleria d'immagini

Meneghin alla Philips Milano nella stagione 1988-1989, quella del suo ultimo scudetto
Palazzetto dello Sport di Varese, 14 ottobre 1990, quarta di campionato, Dino Meneghin abbracciato al figlio Andrea
Marquinhos attacca, Meneghin difende